# Raúl Belén
Raúl Oscar Belén (Santa Fe, 1º luglio 1931 – Rosario, 22 agosto 2010) è stato un calciatore argentino, di ruolo attaccante.
Morì nel 2010 all'età di 79 anni per le conseguenze di una polmonite.

## Carriera

### Club
Detto la Bruja (la strega), esordì nel Newell's Old Boys, dove giocò dal 1951 al 1956 e dal 1965 al 1966 per un totale di 113 partite e 27 gol. Nell'intervallo giocò con il Racing Club vincendo due titoli nel 1959 e nel 1961. Chiude nel 1966 con la stessa maglia con la quale aveva esordito. Intrapresa l'attività di allenatore allenerà il Newell's ed il Tigre.

### Nazionale
Con la Nazionale di calcio dell'Argentina vinse la Coppa America del 1959 e partecipò al Mondiale di Cile 1962 giocando 2 partite. In totale con la maglia albiceleste giocò 31 partite con 9 gol.

## Palmarès

### Club
- Campionato argentino: 2

Racing: 1958, 1961

### Nazionale
- Campeonato Sudamericano de Football: 1

1959